# Roberta Paladini
Roberta Paladini née à Rome le 5 novembre 1955 est une actrice et doubleuse de voix italienne.

## Biographie
Roberta Paladini  est la fille du speaker et journaliste RAI Riccardo Paladini. Elle débute à seize ans sous la direction de Lauro Gazzolo en tant que doublure de voix de Pinocchio dans le long-métrage animé Un burattino di nome Pinocchio de Giuliano Cenci. Elle a aussi prêté sa voix le personnage de La Pimpa.
Elle a assuré la doublure vocale italienne d'artistes comme : Jodie Foster, Demi Moore, Madeleine Stowe, Isabella Rossellini, Jane Seymour, Rosanna Arquette et Michelle Pfeiffer du personnage Lynette Scavo dans la série télévisée  Desperate Housewives, de celui de Danielle Rousseau dans Lost, des neveux de Balthazar Picsou Riri, Fifi et Loulou du dessin animé La Bande à Picsou et de Kelli Williams (Dr Gillian Foster) dans la série Lie to Me.
Au cinéma elle a tourné dans une vingtaine de films et séries télévisées entre 1974 et 1983.

## Cinéma
- 1974 : La Lame infernale  (La polizia chiede aiuto),de Massimo Dallamano
- 1975 : Le Cogneur (Piedone a Hong Kong), de Steno
- 1976 : L'Autre Côté de la violence (Roma, l'altra faccia della violenza) de Marino Girolami
- 1976 : L'Innocent, de Luchino Visconti
- 1977 : Ride bene... chi ride ultimo, épisode Arriva lo sceicco  de Gino Bramieri
- 1978 : Le strelle nel fosso, de Pupi Avati
- 1979 : I viaggiatori della sera, de Ugo Tognazzi
- 1989 : Histoire de garçons et de filles (Storia di ragazzi e di ragazze) de Pupi Avati

## Télévision
- 1973 :Qui squadra mobile, de Anton Giulio Majano
- 1976 : Rosso veneziano, de Marco Leto
- 1976 : Camilla, de Sandro Bolchi
- 1977 :Gli occhi del drago, de Piero Schivazappa
- 1977 : Au plaisir de Dieu, de Robert Mazoyer
- 1979 : I vecchi e i giovani, de Marco Leto
- 1979 : Con gli occhi dell'occidente, de Vittorio Cottafavi
- 1979 : Cinema!!!, de Pupi Avati
- 1980 :Quaderno proibito, de Marco Leto
- 1981 :Il caso Graziosi, de Michele Massa
- 1982 :I ragazzi di celluloide, de Sergio Sollima
- 1983 :I ragazzi di celluloide 2, de Sergio Sollima